# Sergio Escudero (Fußballspieler, 1988)
Sergio Ariel Escudero (jap. エスクデロ 競飛王, Esukudero Seruhio; * 1. September 1988 in Granada, Spanien) ist ein japanischer Fußballspieler spanisch-argentinischer Herkunft.

## Karriere

### Verein
In Spanien geboren, lebte Escudero von 1991 bis 1996 in Japan, wo sein Vater Sergio Escudero als Fußballlegionär tätig war. Nach dessen Karriereende und der damit verbundenen Rückkehr der Familie nach Argentinien kam er 1996 in die Jugendmannschaft von Vélez Sarsfield.
2001 siedelte die Familie wieder nach Japan über, wo Escudero zunächst für ein Jahr in der Jugend von Kashiwa Reysol unterkam und ab 2003 zum früheren Verein seines Vaters, den Urawa Red Diamonds, wechselte. Dort vollzog er eine rasante Entwicklung und hatte bald den Ruf, ein großes Talent zu sein.
Im Alter von 16 Jahren debütierte er daraufhin am 16. Mai 2005 im Spiel gegen Albirex Niigata in der Profimannschaft der Reds. In Folge kam er in seiner ersten Spielzeit auf insgesamt fünf Saisonspiele ohne Torerfolg. 2006 wurde Sergio Escudero beim DaimlerChrysler Junior Cup zum besten Spieler des Turniers gewählt. Wider Erwarten schaffte er in den beiden darauffolgenden Spielzeiten nicht den Durchbruch und kam jeweils auf lediglich einen Saisoneinsatz. Escudero wurde zu dieser Zeit eine mangelhafte professionelle Einstellung vorgeworfen, was durch sein zeitweise augenscheinliches Übergewicht unterstrichen wurde.
Erst 2008 unter Trainer Gert Engels fand er wieder in die Profimannschaft zurück und avancierte am Ende der Spielzeit unter dem neuen Trainer Volker Finke zum Stammspieler. Im August 2009 geriet er daraufhin unfreiwillig zu einer Schlüsselfigur in einer medial aufgebauschten Diskussion zum Thema „Fair-Play“.
Nach einem Negativlauf von sechs Niederlagen ließ er sich im Spiel gegen Sanfrecce Hiroshima trotz eines klaren Fouls an ihm im Strafraum nicht fallen, sondern spielte weiter. Urawa erhielt dadurch keinen Elfmeter und verlor das Spiel mit 1:2. Nach dem Spiel wurde durch die Medien berichtet, Volker Finke hätte seinen Spieler dafür kritisiert, sich nach dem Körperkontakt im Strafraum nicht fallen gelassen zu haben, um einen Elfmeter herauszuholen. Es folgte eine Welle der Empörung, die in einer offiziellen Aussendung des japanischen Fußballverbands endete, der Finke „grob unsportliches Verhalten“ vorwarf. Die Meldung ging um die halbe Welt, ehe sie durch den Präsidenten der Reds, Mitsuo Hashimoto, relativiert wurde, der eine derartige Vorgehensweise durch den Trainer dementierte. Finke überstand den angeblichen Vorfall ohne Konsequenzen, Escudero spielte die Spielzeit als Stammspieler zu Ende.
Im Juli 2012 wurde Escudero bis zum Saisonende 2012 an den südkoreanischen Erstligisten FC Seoul verliehen. Dieser zog dann die Kaufoption und verpflichtete Escudero zum 1. Januar 2013 fest, nachdem man die Meisterschaft gewinnen konnte. Nach zwei Jahren ging er dann weiter zu Jiangsu Suning nach China und gewann dort den nationalen Pokal. Doch schon 2016 kehrte er zurück in seine Heimat und schloss sich Kyōto Sanga an. Dieser verlieh ihn zwischenzeitlich an Ulsan Hyundai. Dann folgten ab 2020 anderthalb Jahre bei Tochigi SC. Im Mai 2021 zog es ihn weiter nach Thailand. Hier unterschrieb er einen Vertrag beim Erstligaaufsteiger Chiangmai United FC in Chiangmai. Nach einer Saison in der ersten Liga musste er mit Chiangmai nach der Saison 2021/22 wieder in die zweite Liga absteigen. Nach dem Abstieg wurde sein Vertrag aufgelöst. Von Juli 2022 bis Ende Juli 2022 war er vertrags- und vereinslos. Am 1. August 2022 unterschrieb er in El Salvador  einen Vertrag bei Atlético Marte. Mit dem Verein aus San Salvador spielt er in der ersten Liga des Landes. Dann, Mitte 2023, ging er nach Australien.

### Nationalmannschaft
2005 erhielt er eine Einberufung in ein Trainingslager der argentinischen U-15-Nationalmannschaft. Danach wurde er in keine Jugendauswahl seines eigentlichen Heimatlandes berufen.
Am 11. Juni 2007 erhielt er analog zur Einbürgerung seines Vaters die japanische Staatsbürgerschaft. Eigentlich war er für das Aufgebot der Japaner für die U-20-Weltmeisterschaft 2007 in Kanada vorgesehen, was jedoch an der Nennfrist für das Turnier scheiterte, zu der er noch nicht die japanische Staatsbürgerschaft innehatte.
2008 debütierte er letztendlich in der japanischen U-23-Auswahl während des internationalen Turniers von Toulon, in dessen Verlauf ihm in fünf Partien ein Torerfolg gelang.

## Erfolge
Urawa Red Diamonds
- J. League

Meister: 2006
Vizemeister: 2005, 2007
- AFC Champions League: 2007

- Kaiserpokal: 2005, 2006

- Supercup: 2006

- FIFA-Klub-Weltmeisterschaft: 2007 (3. Platz)

Jiangsu Suning
- Chinesischer Fußballpokal: 2015

FC Seoul
- K League: 2012

## Sonstiges
Escudero ist auch im Besitz der argentinischen und spanischen Staatsbürgerschaft. Neben seinem Vater war auch sein Onkel Osvaldo Escudero Profifußballer. Dieser wurde 1979 mit der argentinischen U-20-Nationalmannschaft Junioren-Weltmeister. Weiterhin ist auch sein Cousin Damián Escudero Fußballprofi.